# Birgit Åkesson
Anna Ida Birgit Åkesson (Malmö, 24 marzo 1908 – Stoccolma, 24 marzo 2001) è stato un ballerina e coreografa svedese, considerata la madre della danza moderna in Svezia.

## Biografia
Dopo essere stata allieva di Mary Wigman a Dresda tra il 1929 e il 1931, danzò nella sua compagnia per alcuni anni, prima di trasferirsi a Parigi e allontanarsi dallo stile della maestra. Ottenne un primo successo nel 1934 al suo esordio come coreografa alla Comédie-Française; la critica sottolineò dei parallelismo tra il suo stile e quello cubista, ribattezzandola "la Picasso della danza". Dopo aver diretto una propria scuola di danza a Stoccolma durante la seconda guerra mondiale, tornò a danzare nel 1946, ottenendo un grande successo con i suoi pezzi ''Blue Evening'' e ''Movement'', che la trasformarono in una figura di spicco nel panorama della danza d'avanguardia. Al contrario di molti coreografi espressionisti, la sua ricerca artista non si concentrava sull'espressione delle emozioni umane, bensì quella dell'essenza stessa della danza.
Negli anni 1950 collaborò di frequente con Erik Lindegren e Karl-Birger Blomdahl alla rializzazione di diversi progetti all'Opera Reale Svedese di Stoccolma. Qui danzò e coreografò prevalentemente balletti, ma curò anche le coreografie per l'adattamento operistico di Aniara. Per il Balletto reale svedese creò i balletti di carattere mitologico Sysyfos (1957), Minotauros (1958), Rites (1960), Ikaros (1963) e Nausikaa (1966). Smise di danzare nel 1965 e, dopo aver lasciato la compagnia nel 1967, si dedicò prevalentemente allo studio e alla ricerca della storia della danza, a partire dall'Africa. Pubblicò i suoi studi nel 1983 nel libro The Mask of Spring Water. Nel 1998 ottenne un dottorato onorario dall'Università di Stoccolma e le fu consegnato il Grand Prix dell'Accademia svedese.
Alla sua morte nel 2001 all'età di 93 anni, la sua vasta collezione di maschere africane fu donata al Museo etnografico di Stoccolma.